# 461-я эскадрилья лёгкой боевой авиации
461-я эскадрилья лёгкой боевой авиации (сербохорв. 461. eskadrila lake borbene avijacije / 461. ескадрила лаке борбене авијације) — авиационная эскадрилья военно-воздушных сил и войск ПВО СФРЮ. Образована в 1953 году на аэродроме Ниша как учебная эскадрилья 29-й авиационной дивизии (сербохорв. Trenažna eskadrila 29. vazduhoplovne divizije / Тренажна ескадрила 29. ваздухопловне дивизије).

## История
Входил изначально в состав 29-й авиационной дивизии. Был оснащён американскими истребителями-бомбардировщиками типа F-47D Thunderbolt и югославскими учебными истребителями типа Икарус Аеро 2. В 1959 году, согласно плану «Дрвар» по реорганизации югославских ВВС, эскадрилья получила название эскадрильи лёгкой боевой авиации 3-го авиационного командования (сербохорв. Vazduhoplovna eskadrila lake borbene avijacije 3. vazduhoplovne komande / Ваздухопловна ескадрила лаке борбене авијације 3. ваздухопловне команде).
В апреле 1961 года эскадрилья снова была переименована, став 461-й эскадрильей лёгкой боевой авиации. В том же году на вооружение в качестве учебного самолёта был принят Соко 522 вместо старых «Тандерболтов» и «Аеро 2». Расформирована 8 июня 1968 года, воссоздана 7 марта 1973 года на аэродроме Панчево в составе 98-й авиационной бригады. В 1976—1977 годах вместо учебных самолётов Соко 522 на вооружение были приняты самолёты связи UTVA 66 и контрпартизанские самолёты СОКО Ј-20 Крагуј. В 1978 году, в соответствии с приказом от ноября 1976 года, эскадрилья вошла в состав 1-го авиационного корпуса как отдельное подразделение.
461-я эскадрилья была расформирована в соответствии с приказом от 16 ноября 1981 года, её личный состав и оборудование вошли в состав 525-й учебной авиационной эскадрильи.

## В составе
- 29-я авиационная дивизия (1953—1959)
- 3-е авиационное командование[англ.] (1959—1964)
- 98-я авиационная бригада (1964—1968, 1973—1978)
- 1-й авиационный корпус[англ.] (1978—1981)

## Авиабазы
- Ниш (1953—1968)
- Панчево[англ.] (1973—1981)

## Самолёты
- F-47D Thunderbolt (1953—1961)
- Ikarus Aero 2B/C[англ.] (1953–1961)
- Соко 522 (1961—1968, 1973—1977)
- СОКО Ј-20 Крагуј (1976—1981)
- UTVA 66[англ.] (1977—1981)